# Hermano (Band)

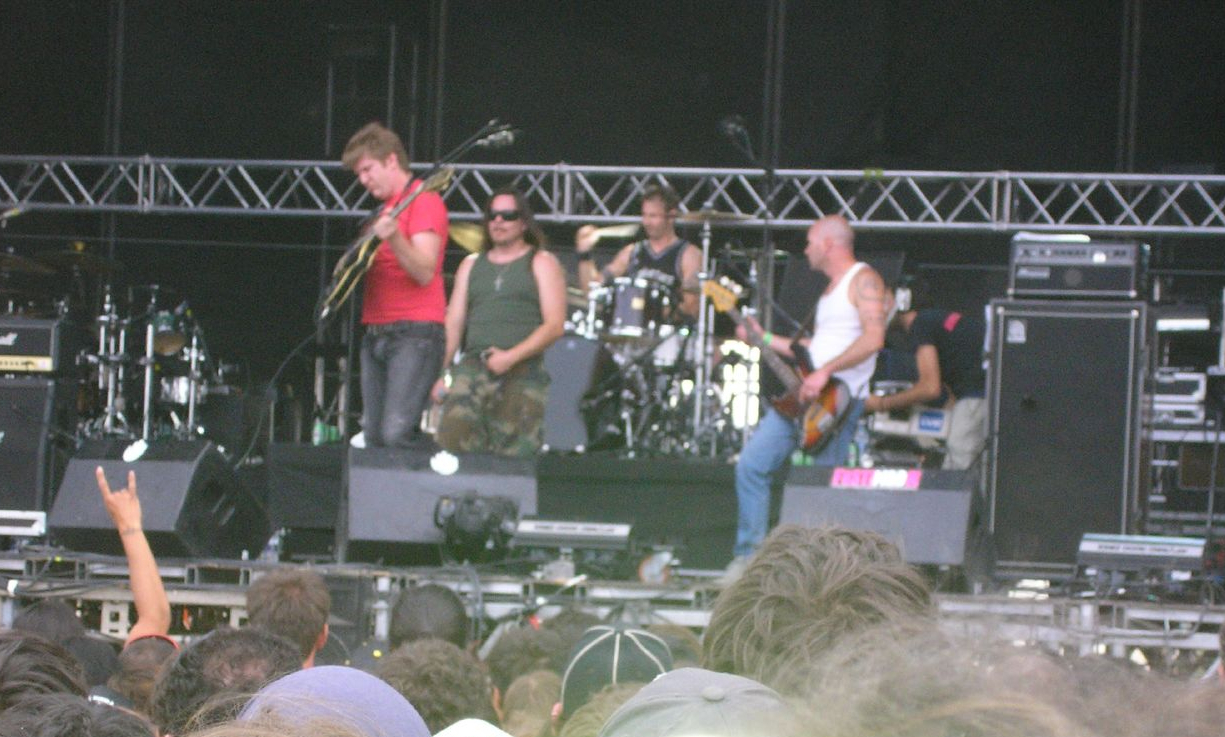
Hermano 2005 auf einem Festival

Hermano ist eine 1998 gegründete US-amerikanische Stoner-Rock-Band, deren bekanntestes Mitglied der frühere Kyuss-Sänger John Garcia ist. Das Debütalbum der Gruppe erschien 2002, die mittlerweile drei Studioalben wurden jeweils bei anderen Independent-Labels veröffentlicht. Außerdem spielte die Band 2005 eine Live-CD ein.

## Diskografie
Alben
- 2002: …Only a Suggestion (Tee Pee Records)
- 2004: Dare I Say (MeteorCity)
- 2005: Live at W2 (Suburban Records)
- 2007: …Into the Exam Room (Suburban Records)